# 안동비행장
안동비행장(安東飛行場)은 경상북도 안동시 용상동 1517-2에 있었던 비행장이다. 과거 세기항공이 항공편을 취항한 적도 있었다.